# Саманта Кристофорети
Саманта Кристофорети (итал. Samantha Cristoforetti) је инжењер и космонаут агенције ЕСА. Рођена је у Милану (Италија). Трећа је жена космонаут у историји агенције ЕСА и прва жена космонаут из Италије. Део је групе космонаута изабраних 2009. године. У свемир је први пут полетела 23. новембра 2014. године, заједно са колегама из Русије и САД, летелицом Сојуз која се спојила са Међународном свемирском станицом шест сати касније. На станици је боравила као члан посаде Експедиције 42/43.
Повратак на Земљу био је планиран за половину маја 2015. године, али је одложен након што је дошло до неуспелог лансирања РН Сојуз 2 са аутоматским бродом за снабдевање Прогрес. Тако је Саманта остала у свемиру све до 11. јуна, када се заједно са својим колегама укрцала у Сојуз ТМА-15М и слетела на степе Казахстана у 13.44 УТЦ. Притом је оборила рекорд колегинице Суните Вилијамс по трајању једног лета у свемир од стране жене. Претходни рекорд Сунита је поставила 2012. када је на МСС провела 195 дана, док је Саманта током свог првог боравка на МСС акумулирала 199 дана и 16 сати.
Саманта течно говори италијански, немачки, енглески, француски и руски језик.